# Lowell (Vermont)
Lowell ist eine Town im Orleans County des Bundesstaates Vermont in den Vereinigten Staaten mit 887 Einwohnern (laut Volkszählung von 2020).

## Geografie

### Geografische Lage
Lowell liegt im Westen des Orleans Countys. Der McAllister Pond im Norden der Town ist der einzige größere See. Der Missisquoi River entspringt auf dem Gebiet der Town und fließt in nördlicher Richtung. Weitere kleinere Bäche bilden seine Zuflüsse. Das Gebiet der Town ist hügelig und liegt am Ostrand der Green Mountains; die höchste Erhebung ist der 1018 m hohe Belvidere Mountain.

### Nachbargemeinden
Alle Entfernungen sind als Luftlinien zwischen den offiziellen Koordinaten der Orte aus der Volkszählung 2010 angegeben.
- Norden: Westfield, 4,2 km
- Norden: Troy, 9,4 km
- Nordosten: Newport Town, 18,2 km
- Osten: Irasburg, 19,6 km
- Südosten: Albany, 13,3 km
- Süden: Craftsbury, 9,3 km
- Südwesten: Belvidere, 24,4 km
- Westen: Montgomery, 16,5 km

Hinweis: Die Towns Craftsbury und Lowell besitzen keine gemeinsame Grenze, liegen aber so nahe beieinander, dass eine Aufnahme in diese Liste sinnvoll ist.

### Klima
Die mittlere Durchschnittstemperatur in Lowell liegt zwischen −11,7 °C (11 °Fahrenheit) im Januar und 18,3 °C (65 °Fahrenheit) im Juli. Damit ist der Ort gegenüber dem langjährigen Mittel der USA um etwa 9 Grad kühler. Die Schneefälle zwischen Mitte Oktober und Mitte Mai liegen mit mehr als zwei Metern etwa doppelt so hoch wie die mittlere Schneehöhe in den USA. Die tägliche Sonnenscheindauer liegt am unteren Rand des Wertespektrums der USA, zwischen September und Mitte Dezember sogar deutlich darunter.

## Geschichte
Der Grant für Lowell wurde am 5. März 1787 damals unter dem Namen ausgerufen und festgesetzt wurde der Grant am 7. Juni 1791 unter dem Namen Kellyvale zugunsten von John Kelly. Die Besiedlung startete im April 1806 mit Major Wm. Caldwell aus Barre, Massachusetts und am 31. März 1812 fand die konstituierende Sitzung der Town statt. Der Name wurde am 1. November 1831 in Lowell geändert.
Am 18. November 1852 gab Lowell Land an Irasburg und am 5. November 1858 wurde ein Teil der westlichen Ländereien an Montgomery abgegeben.
Kelly verkaufte den Grant an die New Yorker Franklin und Robinson, die den Grant jedoch nicht erfüllen konnten und er gelangte an M. Mawhurst. Einige Parzellen gehören noch heute Familienmitgliedern. Andere Parzellen wurden von Spekulanten weiterverkauft und mehrfach gehandelt. Erster Zugang zum Gebiet der Town erfolgte im Westen durch den Gebirgspass Hazen’s Notch, heute die Vermont State Route 58. Die Straße wurde durch Colonel Hazen angelegt, der während der Amerikanischen Revolution einen Zugang durch die Wildnis schaffte.

### Einwohnerentwicklung
| Volkszählungsergebnisse – Town of Lowell, Vermont | Volkszählungsergebnisse – Town of Lowell, Vermont | Volkszählungsergebnisse – Town of Lowell, Vermont | Volkszählungsergebnisse – Town of Lowell, Vermont | Volkszählungsergebnisse – Town of Lowell, Vermont | Volkszählungsergebnisse – Town of Lowell, Vermont | Volkszählungsergebnisse – Town of Lowell, Vermont | Volkszählungsergebnisse – Town of Lowell, Vermont | Volkszählungsergebnisse – Town of Lowell, Vermont | Volkszählungsergebnisse – Town of Lowell, Vermont | Volkszählungsergebnisse – Town of Lowell, Vermont |
| Jahr                                              | 1800                                              | 1810                                              | 1820                                              | 1830                                              | 1840                                              | 1850                                              | 1860                                              | 1870                                              | 1880                                              | 1890                                              |
| ------------------------------------------------- | ------------------------------------------------- | ------------------------------------------------- | ------------------------------------------------- | ------------------------------------------------- | ------------------------------------------------- | ------------------------------------------------- | ------------------------------------------------- | ------------------------------------------------- | ------------------------------------------------- | ------------------------------------------------- |
| Einwohner                                         |                                                   |                                                   | 144                                               | 314                                               | 431                                               | 637                                               | 813                                               | 942                                               | 1067                                              | 641                                               |
| Jahr                                              | 1900                                              | 1910                                              | 1920                                              | 1930                                              | 1940                                              | 1950                                              | 1960                                              | 1970                                              | 1980                                              | 1178                                              |
| Einwohner                                         | 983                                               | 1086                                              | 1005                                              | 725                                               | 615                                               | 643                                               | 617                                               | 515                                               | 573                                               | 594                                               |
| Jahr                                              | 2000                                              | 2010                                              | 2020                                              | 2030                                              | 2040                                              | 2050                                              | 2060                                              | 2070                                              | 2080                                              | 2090                                              |
| Einwohner                                         | 738                                               | 879                                               | 887                                               |                                                   |                                                   |                                                   |                                                   |                                                   |                                                   |                                                   |

## Wirtschaft und Infrastruktur

### Verkehr
Die Vermont State Route 100 führt in nordsüdlicher Richtung von Westfield im Norden nach Eden im Süden. Sie verläuft zentral durch die Town und kreuzt in der Townmitte die Vermont State Route 58. Diese führt in westöstlicher Richtung zentral durch die Town von Montgomery im Westen nach Irasburg im Osten.

### Öffentliche Einrichtungen
In Lowell gibt es kein eigenes Krankenhaus. Das nächstgelegene Krankenhaus ist das North Country Hospital & Health Care in Newport City.

### Bildung
Lowell gehört zur North Country Supervisory Union. In Lowell befindet sich die Lowell Village School, mit Klassen von Pre-Kindergarten bis zur achten Schulklasse.
Die Lowell Community Library befindet sich in der Town Hall an der State Route 100.

## Persönlichkeiten

### Söhne und Töchter der Stadt
- Henry Roy Brahana (1895–1972), Mathematiker
- John C. Caldwell (1833–1912), Lehrer, General und Diplomat